# Iosif Papamihali

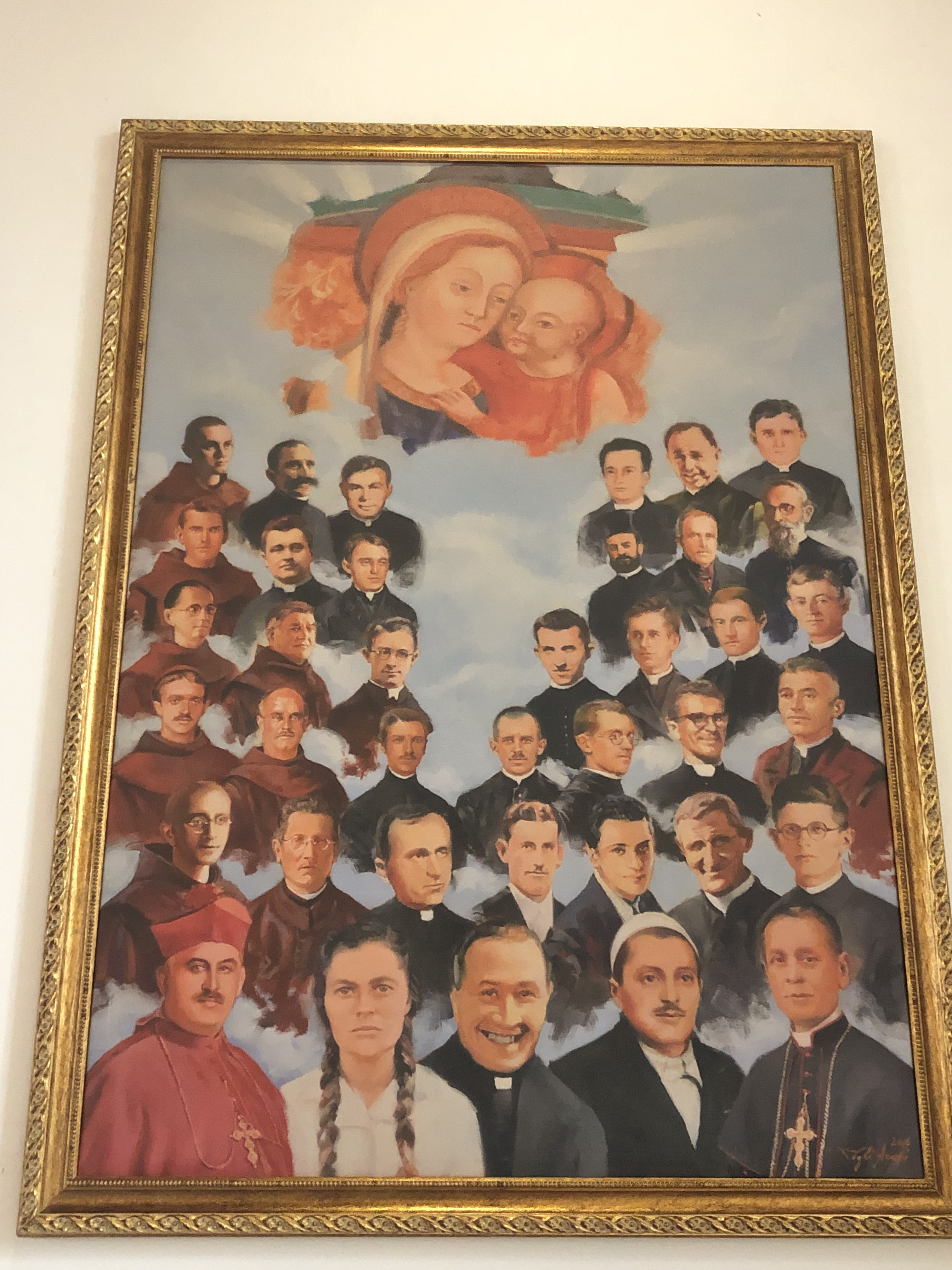
Sfinții martiri ai Albaniei, cu Iosif Papamihali în al doilea rând din dreapta sus.

Iosif Papamihali (n. 23 septembrie 1912, Elbasan, Regiunea Elbasan, Albania – d. 26 octombrie 1948, Maliq, regiunea Korçë, Albania) a fost un ieromonah albanez de rit bizantin, întâistătătorul Bisericii Greco-Catolice Albaneze, arestat de poliția politică Sigurimi în data de 31 octombrie 1946.
Pe 5 august 1947 a fost condamnat la 5 ani de închisoare și muncă silnică. S-a prăbușit de extenuare în lagărul de muncă de la Maliq, după care a fost îngropat de viu pe 26 octombrie 1948.
A fost beatificat de papa Francisc în data de 5 noiembrie 2016.